# Кріс Саймон
Кріс Саймон (англ. Chris Simon; 30 січня 1972, Вава — 18 березня 2024) — канадський хокеїст, лівий нападник. 
Виступав за «Оттава Севенті-Сіксерс» (ОХЛ), «Су-Сен-Марі Грейгаундс» (ОХЛ), «Галіфакс Цитаделс» (АХЛ), «Квебек Нордікс», «Колорадо Аваланш», «Вашингтон Кепіталс», «Чикаго Блекгокс», «Нью-Йорк Рейнджерс», «Калгарі Флеймс», «Нью-Йорк Айлендерс», «Міннесота Вайлд», «Витязь» (Чехов), «Динамо» (Москва), «Металург» (Новокузнецьк).
В чемпіонатах НХЛ — 782 матчі (144+161), у турнірах Кубка Стенлі — 75 матчів (10+7).
Досягнення
- Володар Кубка Стенлі (1996)
- Учасник матчу усіх зірок КХЛ (2010, 2011).